# マリオゴルフ スーパーラッシュ
『マリオゴルフ スーパーラッシュ』（Mario Golf: Super Rush）は、任天堂より2021年6月25日に発売されたNintendo Switch専用ゴルフゲームである。

## 概要
キャメロット開発の『マリオゴルフ』シリーズとしては第7作目、据え置き用としては2003年の『マリオゴルフ ファミリーツアー』以来実に18年ぶり。舞台は「スーパーマリオ 3Dワールド」を題材にした6種類のコース、『エントリーコース』、『センアンスコCC』、『レイクバレーGC』、『ビゴ・ゴルフ＆リゾート』、『モンスーンフォレスト』、『クッパボルケーノ』。2021年8月6日の無料アップデートで、「スーパーマリオ オデッセイ」に登場する『ニュードンクシティ』が追加された。
本作では、通常のモードに加え、制限時間内に参加者全員が同時にボールを打ち、ボールが落ちた地点までプレイヤー自らが走りつつ妨害も行い、カップインするまでの速さを競い合う「スピードゴルフ」や、ゴルフ初心者のMiiを通じてゴルフの基礎を学びながら、スピードゴルフの要素を加味した冒険も加えて成長していく「アドベンチャーモード」なども収録されている。
Nintendo Switchならではの特徴として、ボタンによる操作のほか、Joy-Conを利用して実際のゴルフクラブと同様にスイングすることができる。

## ゲームモード
フリー対戦
スタンダードゴルフ
カップインまでの打数を競う。「交代打ち」では4人まで、「同時打ち」では画面分割で2人までプレイできる。
スピードゴルフ
ボールを打ってコースを走り、カップインまでの速さを競う。1打ごとに30秒加算される。画面分割で2人までプレイできる。
カップ争奪戦
アスレチック会場にある9つのカップを早い者勝ちで奪い合う、特別ルールのスピードゴルフ。先に3つのカップにボールを入れたプレイヤーの勝利となる。画面分割で2人までプレイできる。バナナ、ワンワン、ドッスンなどの仕掛けがある。
ターゲットゴルフ
2021年11月24日の無料アップデートで追加。
ターゲットに向けて計5球ショットし、ボールが止まった位置に応じた得点の合計を競う。ターゲットの中心に近いほどスコアは高くなるが、すでに他のプレイヤーが先に得点を獲得したエリアはリセットされるまで得点が入らない。ボールの種類はランダムで変化する。
通信ルーム
上記4つのゴルフルールをオンライン通信とローカル通信でプレイできる。
アドベンチャーモード「マリオ世界を冒険」
ゴルフ初心者のMiiが、マリオシリーズのキャラクターたちと交流しながら成長していくモード。練習や試合だけでなく、冒険の途中に立ちはだかる課題にも挑む。経験値を稼いでレベルアップし、好きなステータスにポイントを振り分けてMiiの能力を上げることができる。育てたMiiは対戦で使用できる。
ランクマッチ
2021年8月6日の無料アップデートで追加。
4人のプレイヤーでラウンドを回り、結果に応じて対戦ポイントを獲得する。対戦ポイントが溜まるごとにランクが上がり、それぞれの月で一定以上のランクに達すると、色違いや衣装違いのキャラクターを使えるようになる。対戦ポイントは1か月ごとにリセットされるが、月間の世界ランキングは記録される。「ボタン操作」と「スイング操作」、「スタンダードゴルフ」と「スピードゴルフ」で4つのカテゴリーに分かれる。

## コース
出典:
エントリーコース
最初のプレイや対戦におすすめのコンパクトなコース。
センアンスコGC
おだやかな丘陵地帯にあるクラシカルなコース。
レイクバレーGC
湖と崖が特徴的で、風が強く厳しい環境のコース。
ビゴ・ゴルフ&リゾート
砂漠と岩山が中心で、美しいオアシスもあるコース。
モンスーンフォレスト
天候が変わりやすく、雷雲も出現する林間コース。
クッパボルケーノ
クッパがマリオと勝負するために作ったコース。
ニュードンク・シティ
『スーパーマリオ オデッセイ』のステージ。18ホールすべてがPAR3の特殊なコースで、ビルの壁にボールを当てて跳ね返らせるといった、このコースならではのテクニックが必要な場合もある。「かんたん」「むずかしい」の2つから選ぶことができ、難易度によりグリーンの位置が変わる。
ビューゴースノー
ビューゴーにより強い風が吹く雪のコース。
ガボンデザート
ガボンが住んでいる砂漠のコース。コースに大きな川が流れている。
ショートマスター
プクプクが飛び交う18ホールすべてがPAR3のショートコース。「かんたん」「むずかしい」の2つから選ぶことができ、難易度によりグリーンの位置が変わる。
スペシャルコース
マリオたちのイラストがモチーフとなっているコース。レンガブロックを壊したり、雲に乗ったりするとコインを獲得できる。

## キャラクター
本作においてはプレイアブルキャラクターとプレイヤーの分身となるMiiを加えた計18人登場しており、このうちシリーズ初登場のキャラクターはポリーンとブル、ボムキングなどが該当する。キャラにより「スピード」「パワー」「コントロール」「スピン」「オールラウンド」に分類され、スペシャルショットも異なる。
また、一部のキャラクターがゴルフ衣装に変わっている。
- マリオ - スピード
- ルイージ - スピード
- ワリオ - オールラウンド
- ワルイージ - オールラウンド
- ピーチ - コントロール
- デイジー - スピード
- ヨッシー - スピード
- クッパ - パワー
シリーズを通じて初めてゴルフ衣装を着用。
- クッパJr. - スピン
シリーズを通じて初めてゴルフ衣装を着用。
- テレサ - スピン
- ドンキーコング - パワー
- ロゼッタ - オールラウンド
前作はドレス姿だったが、本作ではピーチ、デイジー同様ゴルフ衣装を着用。
- ポリーン - コントロール
- キノピオ - コントロール
- ブル - パワー
- ボムキング - パワー
- キノピコ - コントロール
2021年8月6日配信の無料アップデートで追加[5]。
- ノコノコ - スピン
2021年9月24日配信の無料アップデートで追加[15]。
- ハックン - スピード
2021年9月24日配信の無料アップデートで追加[15]。
- ハナチャン - パワー
2021年11月24日配信の無料アップデートで追加[11]。
- ヘイホー - オールラウンド
2021年11月24日配信の無料アップデートで追加[11]。